# کلارا ویلیامز
کلارا ویلیامز (انگلیسی: Clara Williams; ۳ مهٔ ۱۸۸۸ – ۸ مهٔ ۱۹۲۸) هنرپیشه فیلم صامت اهل ایالات متحده آمریکا بود.
از فیلم‌ها یا برنامه‌های تلویزیونی که وی در آن نقش داشته‌است می‌توان به ایتالیایی، لولاهای جهنم اشاره کرد.
وی همچنین برندهٔ جوایزی همچون کمک‌هزینه گوگنهایم شده‌است.

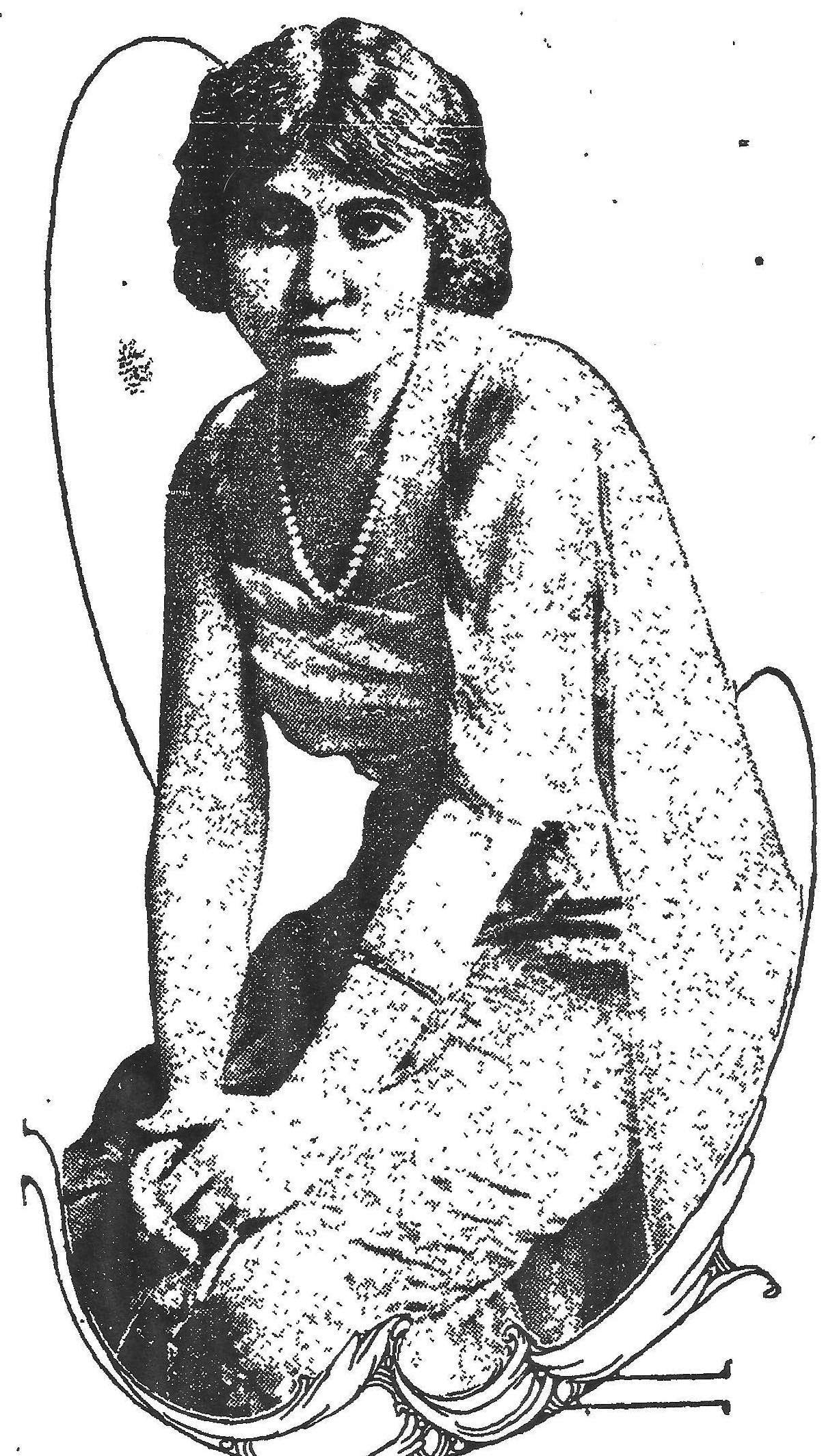
یک طراحی از کلارا ویلیامز در سال ۱۹۱۵

## فیلم‌شناسی
| سال  | عنوان                | نقش                       | یادداشت                                       |
| ---- | -------------------- | ------------------------- | --------------------------------------------- |
| ۱۹۱۰ | جوانمردی غربی        | خواهرزادهٔ رئیس رانچ       | کوتاه                                         |
| ۱۹۱۰ | عزیزم گاوچران        | جنی                       | کوتاه                                         |
| ۱۹۱۰ | میلیونر و دختر رنچ   | نلی بلر                   | کوتاه                                         |
| ۱۹۱۰ | حق تصدیق گاوچران     | فارو نان                  | کوتاه                                         |
| ۱۹۱۲ | بیش از تقسیم         | نل کارتر                  | کوتاه                                         |
| ۱۹۱۲ | وزیر و قانون‌شکن      | هلن پیج                   | کوتاه                                         |
| ۱۹۱۲ | مرتدان               | خانم جیم کارسون           | کوتاه                                         |
| ۱۹۱۲ | نوار K فورمن         | نلی - دختر رانچر          | کوتاه                                         |
| ۱۹۱۳ | نشانه عشق            | مری سیمپسون               | کوتاه                                         |
| ۱۹۱۳ | در کوه مرتع          | ایتل فوردهام              | کوتاه                                         |
| ۱۹۱۳ | سرنوشت پاپیتا        | پاپیتا                    | کوتاه                                         |
| ۱۹۱۳ | جادوگر سالم          |                           | کوتاه                                         |
| ۱۹۱۴ | برای پوشیدن سبز      | نورا دویر                 | کوتاه                                         |
| ۱۹۱۴ | زنگ‌های آئوستی        | مرسدس                     | کوتاه                                         |
| ۱۹۱۴ | ساعت مردی او         | آن لارسون                 | کوتاه                                         |
| ۱۹۱۴ | معامله               | نل برنت                   | عنوان جایگزین: The Two-Gun Man in the Bargain |
| ۱۹۱۵ | ایتالیایی            | آنت آنچلو دونتی           |                                               |
| ۱۹۱۵ | راز مردگان           | ماریا کاریلو              | کوتاه                                         |
| ۱۹۱۵ | شیطان                | السا                      |                                               |
| ۱۹۱۵ | در صحنه شب           | دختر سالن                 | اعتبار نیافته                                 |
| ۱۹۱۵ | وقتی عشق رهبری می‌کند | مری دونینگ - خواهر بزرگتر | کوتاه                                         |
| ۱۹۱۵ | مردی از اورگان       | هریت لین                  |                                               |
| ۱۹۱۵ | بت بالدار            | میلدرد لئونارد            |                                               |
| ۱۹۱۶ | گوشه                 | خانم آدامز                |                                               |
| ۱۹۱۶ | آخرین اقدام          | خانم کورا هیل             |                                               |
| ۱۹۱۶ | لولاهای جهنم         | ایمان هنلی                |                                               |
| ۱۹۱۶ | بازار اشتیاق بیهوده  | هلن بادگلی                |                                               |
| ۱۹۱۶ | خانه                 | اینز ویتون                |                                               |
| ۱۹۱۶ | جنایتکار             | نانتا                     |                                               |
| ۱۹۱۶ | سه از بسیاری         | نینا آنتینی               |                                               |
| ۱۹۱۷ | پنجه‌های خرس          | اولگا رامینوف             |                                               |
| ۱۹۱۸ | رکارمن کلوندیک       | دوروتی هارلان             |                                               |
| ۱۹۱۸ | یک زن                | کیت رانسوم                | (نقش آخر فیلم)                                |